# بوستان رازی
بوستان رازی یا پارک رازی یکی از بوستان‌های بزرگ شهر تهران است که در مرکز تهران و در منطقه ۱۱ شهرداری قرار دارد. این بوستان در زمینی که پیش از انقلاب، محل قلعه شهر نو که روسپی خانه و محل زندگی روسپی‌های تهرانی بود در سال ۱۳۷۶ ساخته شد.
مساحت این بوستان بیش از ۲۵۷۰۰۰ متر مربع است و شامل امکاناتی نظیر شهربازی، دریاچه مصنوعی، کتابخانه، سالن سینمایی، بازارچه صنایع دستی و هنری، فرهنگسرا و انواع امکانات و سالنهای ورزشی است.
این بوستان از قسمت شمالی به خیابان قزوین، از سمت غرب به خیابان مرادی (استخر)، از جنوب به خیابان هلال احمر و از سمت شرق به خیابان کارگر جنوبی می‌رسد.

## دریاچه مصنوعی
دریاچه مصنوعی بوستان رازی مساحتی حدود متر مربع دارد. در کنار دریاچه فانوس دریایی با ارتفاع ۴۰ متر قرار گرفته‌است. این دریاچه امکاناتی نظیر ماهیگیری قایق سواری و پل روگذر عابر پیاده دارد.

## سالن سینمایی
سالن سینمایی یا پردیس سینمایی رازی با سه سالن در قسمت جنوبی بوستان و در مجاورت خیابان هلال احمر قرار گرفته‌است.

## فرهنگسرای رازی
فرهنگسرای رازی در سال ۱۳۸۴ با نام فرهنگسرای ورزش فعالیت خود را آغاز کرد و در سال ۱۳۸۵ به مرکز فرهنگی هنری نوجوانان شهر تهران تغییر نام داد و هم‌اکنون با نام فرهنگسرای رازی شناخته می‌شود.

## امکانات ورزشی
فرهنگسرای رازی در ابتدا با نام فرهنگسرای ورزش فعالیت خود را آغاز کرد. از این رو در این بوستان امکانات ورزشی بسیاری مانند استخر سرپوشیده، خانه کشتی، انجمن دارت، پیست دوچرخه سواری، پیست اسکیت، سالن پینگ پنگ، باشگاه پینت بال و انواع سالنهای ورزشی سرپوشیده در نظر گرفته شده‌است. 